# Kloster Santo Toribio de Liébana
Das Kloster Santo Toribio de Liébana ist ein mittelalterliches Kloster in Spanien.

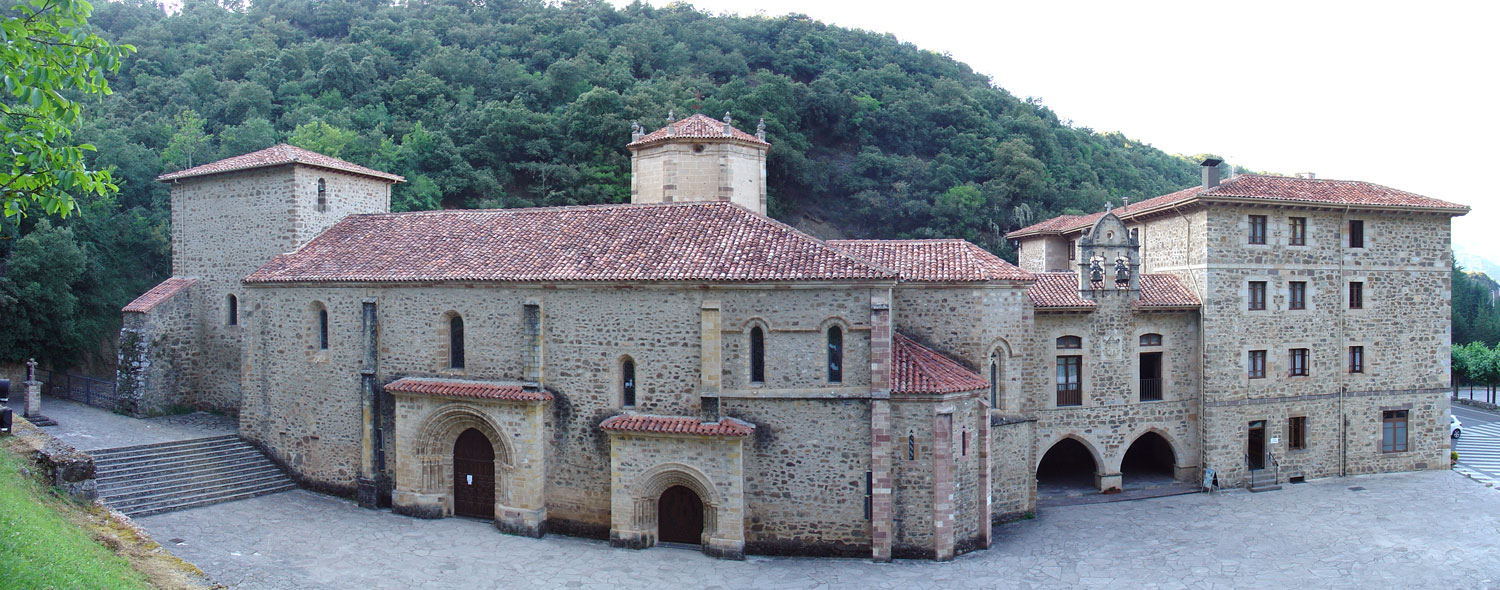
Kloster Santo Toribio de Liébana

## Lage

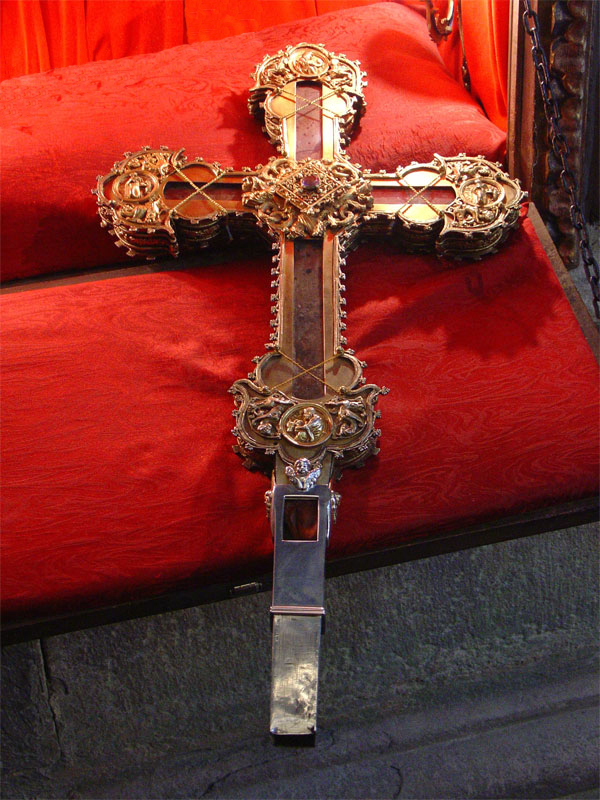
Kreuzesreliquie

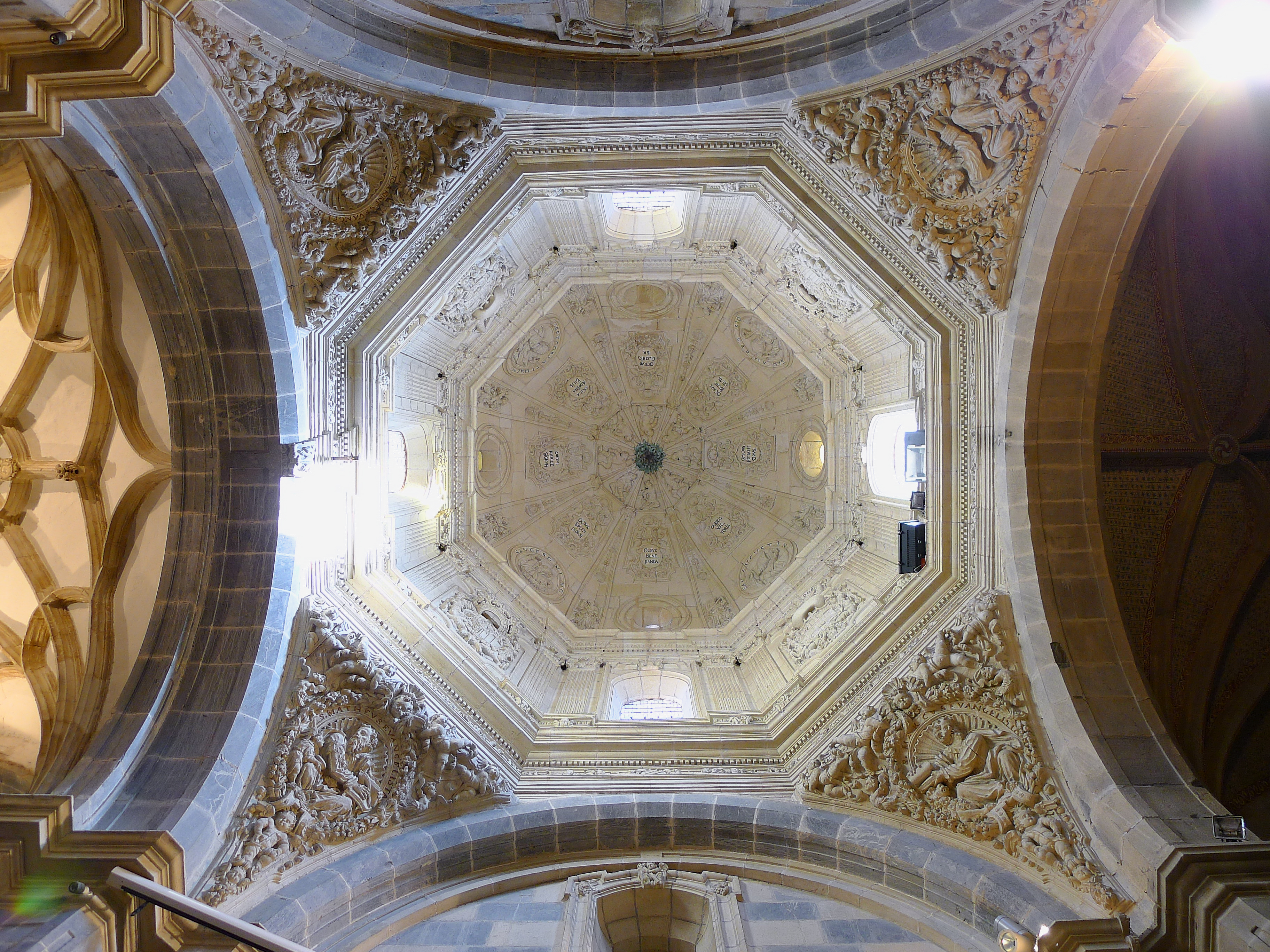
Turm der Kreuzeskapelle

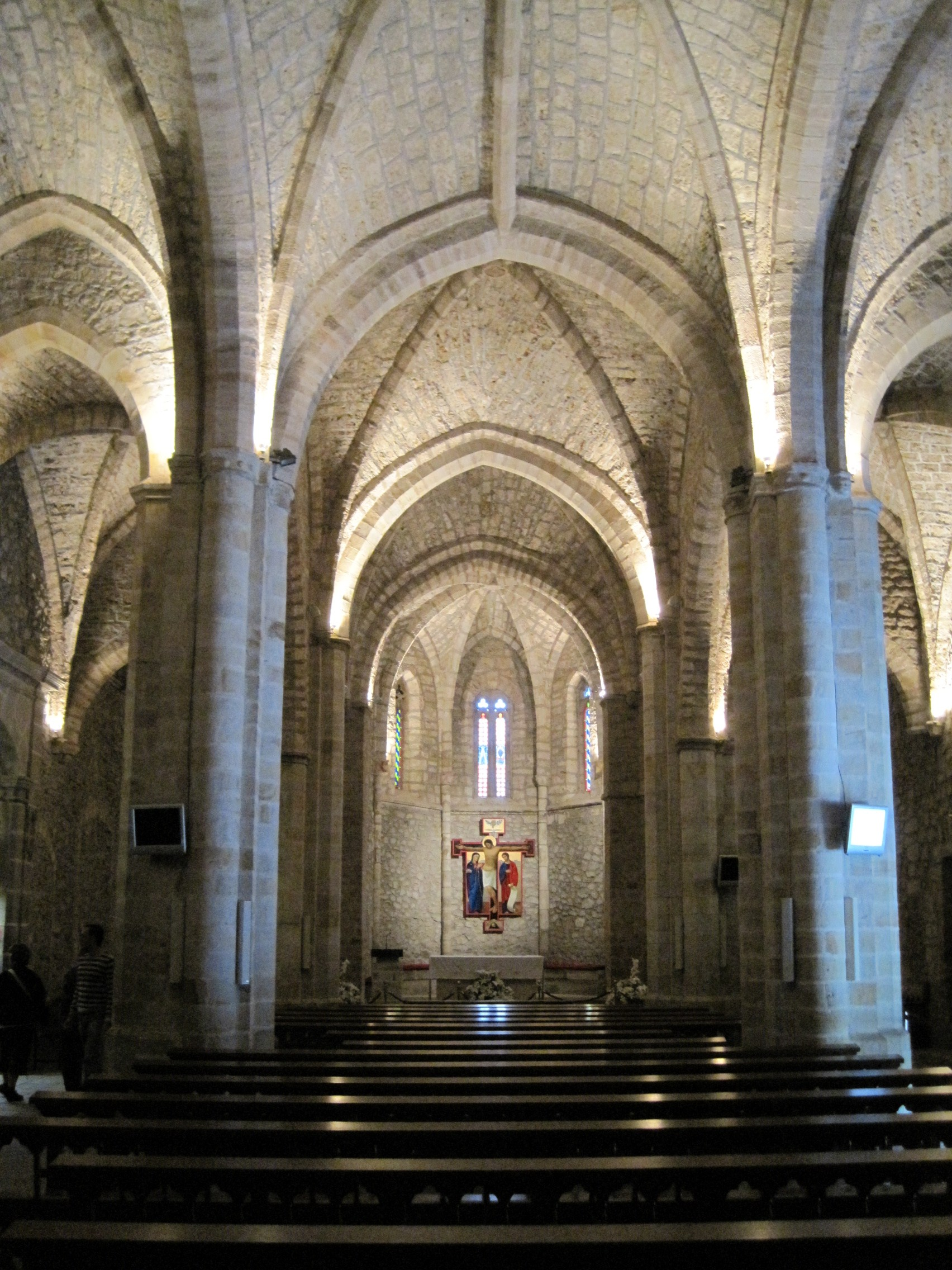
Kirchenschiff

Die etwa 515 m hoch gelegene Klosteranlage befindet sich im Kantabrischen Gebirge, genauer in den Picos de Europa, auf dem Gebiet der Gemeinde Potes in der autonomen Region Kantabrien.

## Geschichte
Die Ursprünge des Klosters liegen im Dunkeln: Einige sehen den im 6. Jahrhundert lebenden Turibius von Liébana, einen angeblichen Bischof von Palencia, als Gründer an; andere beziehen sich auf den hl. Turibius von Astorga, dessen Gebeine zusammen mit anderen Reliquien im 8. Jahrhundert, zur Zeit der Rückeroberung (reconquista) und Wiederbesiedlung (repoblación) durch den asturischen König Alfons I. (reg. 739–757), hierher verbracht wurden. In seiner Frühzeit war die Klosterkirche dem hl. Martin von Tours (span. Martín de Turieno) geweiht; erst später wandelte sich das Patrozinium – vielleicht auch wegen der Wortähnlichkeit von Turieno – in Toribio; urkundlich ist der Name Santo Toribio de Liébana erstmals im Jahr 1125 belegt. Die heutigen Bauten stammen jedoch erst aus der Zeit des 12. bis 18. Jahrhunderts. Im Jahr 1835 wurde das Kloster aufgelöst (desamortización), im Jahr 1953 zum Nationalmonument erklärt und im Jahr 1961 von Franziskanern wiederbelebt.

## Kreuzesreliquie
Größter Schatz des Klosters war und ist die Reliquie eines Teils des Heiligen Kreuzes, die von Turibius von Astorga im 5. Jahrhundert aus dem Heiligen Land mitgebracht worden sein soll. Ihr zu Ehren gestattete Papst Julius II. im Jahr 1512 dem Kloster die Feier eines Heiligen Jahres und zwar dann, wenn der Feiertag des Heiligen Turibius, der 16. April, auf einen Sonntag fällt. Die beiden von einem filigranen goldenen Kreuz gefassten Teilstücke der Reliquie werden heute in einer im frühen 18. Jahrhundert von Francisco Gómez de Otero y Cossío (1640–1714), dem Inquisitor von Madrid, gestifteten Kapelle aufbewahrt und gezeigt. Die Kapelle selbst wird von einem belichteten Laternenturm (cimborrio) überhöht.

## Bauten
Trotz der langen Geschichte des Klosters ist eigentlich nur die im gotischen Stil erbaute und im Jahr 1256 begonnene dreischiffige Klosterkirche von architektonischer Bedeutung, deren drei Apsiden außen wie innen polygonal gestaltet sind. Die drei Kirchenschiffe sind annähernd gleich hoch; jedenfalls sind das Mittelschiff und die geringfügig erhöhte Vierung nicht eigenständig belichtet. Ansätze einer Vereinheitlichung der Stützglieder zu Bündelpfeilern sind erkennbar; die Gewölberippen sind kaum profiliert, sondern nur seitlich abgefast. Die beiden leicht aus der Wandflucht hervortretenden Archivoltenportale auf der Südseite gehören noch der Stilepoche der Romanik an und stammen wahrscheinlich noch vom Vorgängerbau.

## Beatus von Liébana
Berühmt ist das Kloster auch wegen der zwölfbändigen, mit vielen Illustrationen verzierten Beatus-Apokalypse aus der Zeit um 775, die in mehreren Abschriften und Fragmenten des 8. bis 16. Jahrhunderts erhalten ist.